# Castillo de Aledua
El castillo de Aledua, en el término municipal de Llombay, en la provincia de Valencia, es una fortaleza árabe construida probablemente a finales del siglo XII, y situada sobre una colina a la izquierda del río Magro, y a unos 4 kilómetros al este del núcleo urbano, en el despoblado de Aledua.

## Toponimia

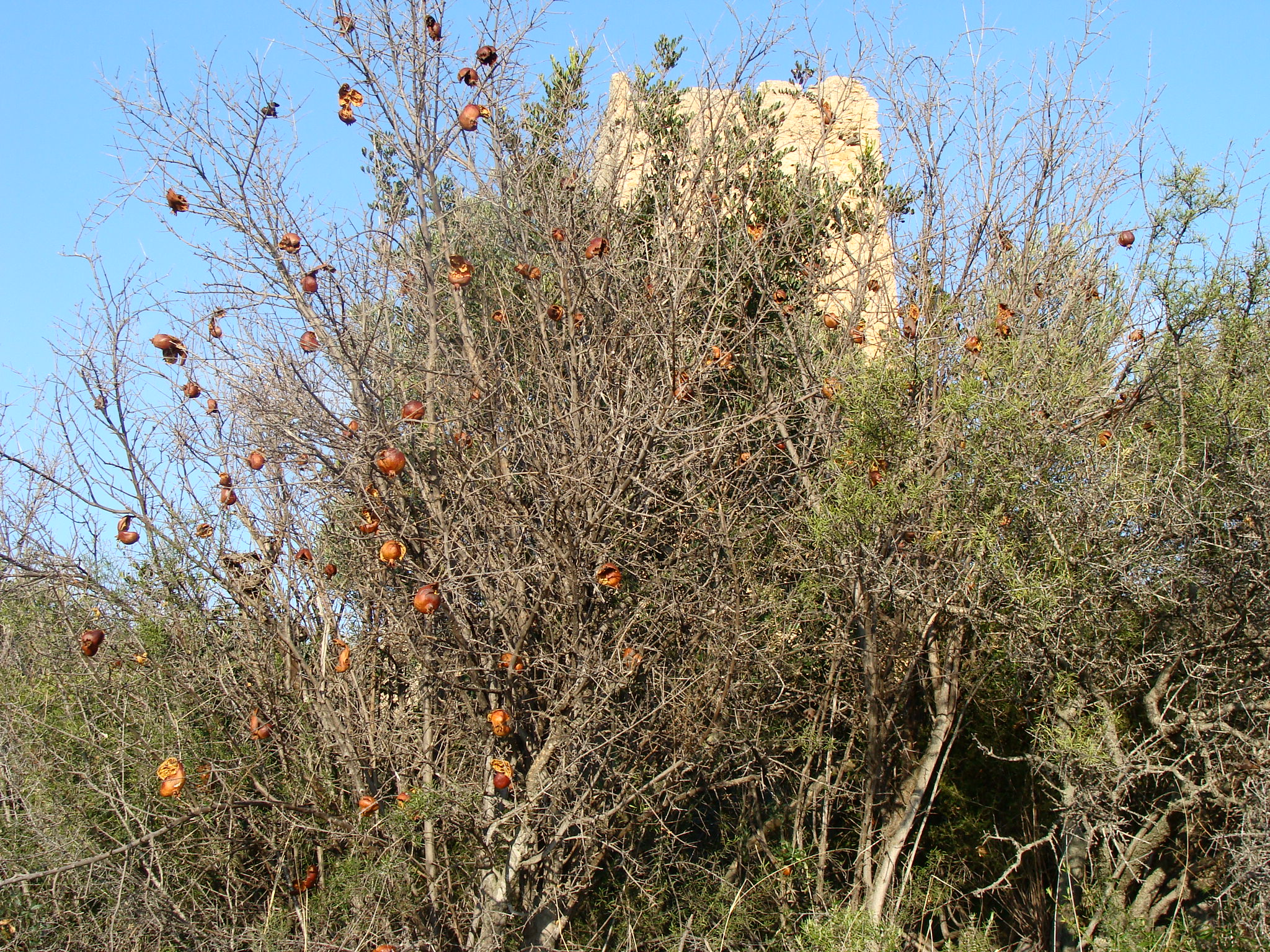
Unos granados silvestres abandonados alrededor del Castillo de Aledua dan fe de la construcción de esta atalaya-fortaleza por los árabes ya que fueron ellos, precisamente, los que introdujeron el cultivo de granados en la península ibérica.

El topónimo deriva del árabe العدوة (al-ʿidwa) «la orilla [de un río]».

## Descripción
De planta rectangular, cuenta con una torre situada en el centro, de tres alturas y sótano, construida en tapial sobre basamento de mampostería. La torre tiene una base cuadrada de 7,3×7,3 metros, y una altura aproximada de 16,5 metros sobre el terreno circundante. Es muy similar a los demás castillos árabes de esta parte de Valencia, como la Torre Muza en Benifayó, la Torre Espioca, la de Almusafes y otras.